# Amsterdam (Montana)
Amsterdam es un lugar designado por el censo ubicado en el condado de Gallatin en el estado estadounidense de Montana. En el censo de 2010 tenía una población de 180 habitantes y una densidad poblacional de 25,5 personas por km².

## Geografía
Amsterdam se encuentra ubicado en las coordenadas 45°44′18″N 111°20′21″O / 45.73833, -111.33917. Según la Oficina del Censo de los Estados Unidos, Amsterdam tiene una superficie total de 7.06 km², de la cual 7.01 km² corresponden a tierra firme y (0.66%) 0.05 km² es agua.

## Demografía
Según el censo de 2010, había 180 personas residiendo en Amsterdam. La densidad de población era de 25,5 hab./km². De los 180 habitantes, Amsterdam estaba compuesto por el 97.22% blancos, el 0% eran afroamericanos, el 0.56% eran amerindios, el 0% eran asiáticos, el 0% eran isleños del Pacífico, el 0% eran de otras razas y el 2.22% pertenecían a dos o más razas. Del total de la población el 1.67% eran hispanos o latinos de cualquier raza.